# 蒲進
蒲進（Raven Po，1979年6月13日—），原名蒲茗藍，香港男演員、歌手，為前無綫電視及亞洲電視合約藝員，1997年第十二期無綫電視藝員訓練班出身。善於模仿劉德華的歌聲。2013年1月，他因缺席亞視指定的培訓課程而遭解僱。2018年以特約演員身份回歸無綫電視拍攝劇集。

## 演出作品

### 電視劇 （無綫電視）
1999年
- 洗冤錄 飾 村民（第4、13、15集）、路人（第9-10集）
- 鑑證實錄II 飾 警隊探員（第14、19集）
- 創世紀 飾 文仔
- 人龍傳說 飾 士兵（第12集）
- 茶是故鄉濃 飾 家丁甲

2000年
- 妙手仁心II 飾 羅孝忠（James）
- 男親女愛 飾 CID

2001年
- FM701 飾 跑步者（第42集）
- 娛樂反斗星 飾 劉德華
- 美味情緣 飾 Roy（侍應）
- 尋秦記 飾 魏太子（第14、16集）
- 皆大歡喜 飾 李公子（第41集）、錢宗耀（第65集）

2002年
- 無頭東宮 飾 三寶子（第28集）
- 絕世好爸 飾 張紹強
- 皆大歡喜 飾 丈夫（第273集）
- 談判專家 飾 鐵男

2003年
- 洗冤錄II 飾 商人
- 帝女花 飾 黃強
- 十萬噸情緣 飾 Sales
- 金牌冰人 飾 龐公子
- 皆大歡喜 飾 鵬仔（第30集）、西裝友（第91集）、馬伕（第132集）
- 花樣中年

2004年
- 皆大歡喜 飾 教主（第234集）、保險經紀（第381、389集）
- 青出於藍
- 水滸無間道

2005年
- 甜孫爺爺 飾 P.A.
- 學警雄心 飾 急診醫生
- 情迷黑森林 飾 律師
- 奪命真夫
- 我的野蠻奶奶 飾 穆奇德．岳托
- 翻新大少 飾 華Dee
- 本草藥王
- 佛山贊師父 飾 林超

2006年
- 覆雨翻雲 飾 張哈
- 鐵血保鏢 飾 米北
- 天幕下的戀人 飾 Tom
- 高朋滿座 飾 蔡健輝
- 愛情全保 飾 秘書
- 鳳凰四重奏 飾 莫公子、亞榮、Howard之手下
- 滙通天下 飾 光緒皇帝載湉
- 布衣神相 飾 雁蕩派弟子
- 肥田囍事 飾 Nathan（設計師）
- 賭場風雲 飾 翁子維朋友

2007年
- 突圍行動 飾 交通調查科
- 亂世佳人 飾 范之東
- 天機算 飾 賭客
- 迎妻接福 飾 進寶
- 同事三分親 飾 Benny（第147集）
- 強劍 飾 債主
- 學警出更 飾 司徒健
- 爸爸閉翳 飾 梁永東
- 通天幹探 飾 華Dee（臥底警員）
- 兩妻時代 飾 男徵婚者
- 建築有情天 飾 律師

2008年
- 千謊百計 飾 假軍人（無綫電視劇集台首播）
- 野蠻奶奶大戰戈師奶 飾 Lee
- 和味濃情 飾 導演
- 古靈精探 飾 韋柏橋
- 法證先鋒II 飾 Alex

2009年
- 幕後大老爺
- 摘星之旅 飾 醫生

2012年
- 造王者 飾 大臣

2019年
- 機動部隊2019 飾 電器鋪老闆
- 她她她的少女時代 飾 食客
- 多功能老婆 飾 Vicky

2020年
- 那些我愛過的人 飾 上司
- 反黑路人甲 飾 酒吧客
- 使徒行者3 飾 警官

### 電視劇 （viuTV）
2020年
- 地產仔 飾 警員

### 電視劇 （亞洲電視）
- 2007至2008年：十六不搭喜趣來 飾 牛華
- 2008年：法網群英 飾 郭志仁

### 電視電影（無綫電視）
- 2004年：紅杏劫 飾 CID

### 電影
- 2001年：瘦身男女
- 2003年：雙雄 飾 A Team
- 2005年：再說一次我愛你 飾 謝俊

### 節目主持（亞洲電視）
2009年
- 香港亂噏 扮演 蘇聞風、牛華、黎天王、白姐姐、負泳、樓建明（毛間度角色）、原華、牛頭
- 男人做晒（2009-2010）

2010年
- 闔虎統請
- 生活加油站
- 杭州好味道

2011年
- 11點後特區
- 尋找百姓家

### 廣告
- 關鍵太陽活力旅行社

## 音樂作品

### 歌曲
2012年
- 不進則退